# عمانی (روستا)
عمانی، روستایی در دهستان کوشکنار بخش کوشکنار شهرستان پارسیان در استان هرمزگان ایران است.
این روستا در فاصله ۸ کیلومتری از شهر پارسیان قرار دارد.

## جمعیت
بر پایه سرشماری عمومی نفوس و مسکن در سال ۱۳۹۵، جمعیت این روستا برابر با ۱٬۱۵۳ نفر (۲۸۸ خانوار) بوده‌است.